# Oblate di Nazareth
Le Oblate di Nazareth (sigla O.D.N.) sono un istituto religioso femminile di diritto pontificio.

## Storia
La congregazione fu fondata a Oria dal vescovo del luogo, Alberico Semeraro. Dopo alcuni infruttuosi tentativi di ottenere la collaborazione di altri istituti di religiose attivi in zona, decise di iniziare una nuova famiglia religiosa al servizio della diocesi e nel 1951 stabilì il primo nucleo stabile e organico dell'istituto, composto da una decina di giovani donne guidate da Filomena Gallo, poi superiora generale.
Il vescovo Semeraro affidò le suore alla direzione del barnabita Luigi Maria Brancato e la suora angelica Agostina Bolzani fu la maestra delle novizie.
L'opera fu eretta in pia unione l'8 dicembre 1953 e il 2 luglio 1956 ebbe luogo la prima professione religiosa. Ottenuto il nulla osta della sacra congregazione romana per i religiosi, l'unione fu canonicamente eretta in congregazione il 7 ottobre 1974.

## Attività e diffusione
Le suore si dedicano al servizio nei seminari, alla cura delle chiese, all'assistenza ai bambini e ai pellegrini, all'aiuto ai poveri.
Oltre che in Italia, sono presenti in Brasile, India e Nigeria; la sede generalizia è a Alberobello.
Alla fine del 2015 l'istituto contava 111 religiose in 13 case.